# Dąbrówka (dopływ Zalewu Wiślanego)
Dąbrówka (Dąbrówka Elbląska) – struga, dopływ Zalewu Wiślanego o długości 7,41 km, powierzchni zlewni 10,16 km² i średnim przepływie w przekroju ujściowym 0,085 m³/s.
Struga płynie na terenie gminy Elbląg. Wypływa z centralnej części Wysoczyzny Elbląskiej na wysokości ok. 150 m n.p.m., a uchodzi do Zalewu Wiślanego w okolicy Rubna Wielkiego nad zatoką Elbląską na terenie rezerwatu przyrody Zatoka Elbląska. Płynie w głębokiej dolinie o deniwelacjach 30 m i przepływa przez teren byłego poligonu wojskowego. Odcinek ujściowy jest obwałowany.
Zlewnia Dąbrówki jest w przeważającej części obszarem leśnym o pagórkowato-falistej rzeźbie terenu z licznymi rozcięciami erozyjnymi i zagłębieniami wytopiskowymi. Pozostałą część stanowią tereny rolnicze i nieużytki.